# Développeur de jeux vidéo
Ne doit pas être confondu avec Éditeur de jeux vidéo.
 (janvier 2018).
Si vous disposez d'ouvrages ou d'articles de référence ou si vous connaissez des sites web de qualité traitant du thème abordé ici, merci de compléter l'article en donnant les références utiles à sa vérifiabilité et en les liant à la section « Notes et références ».

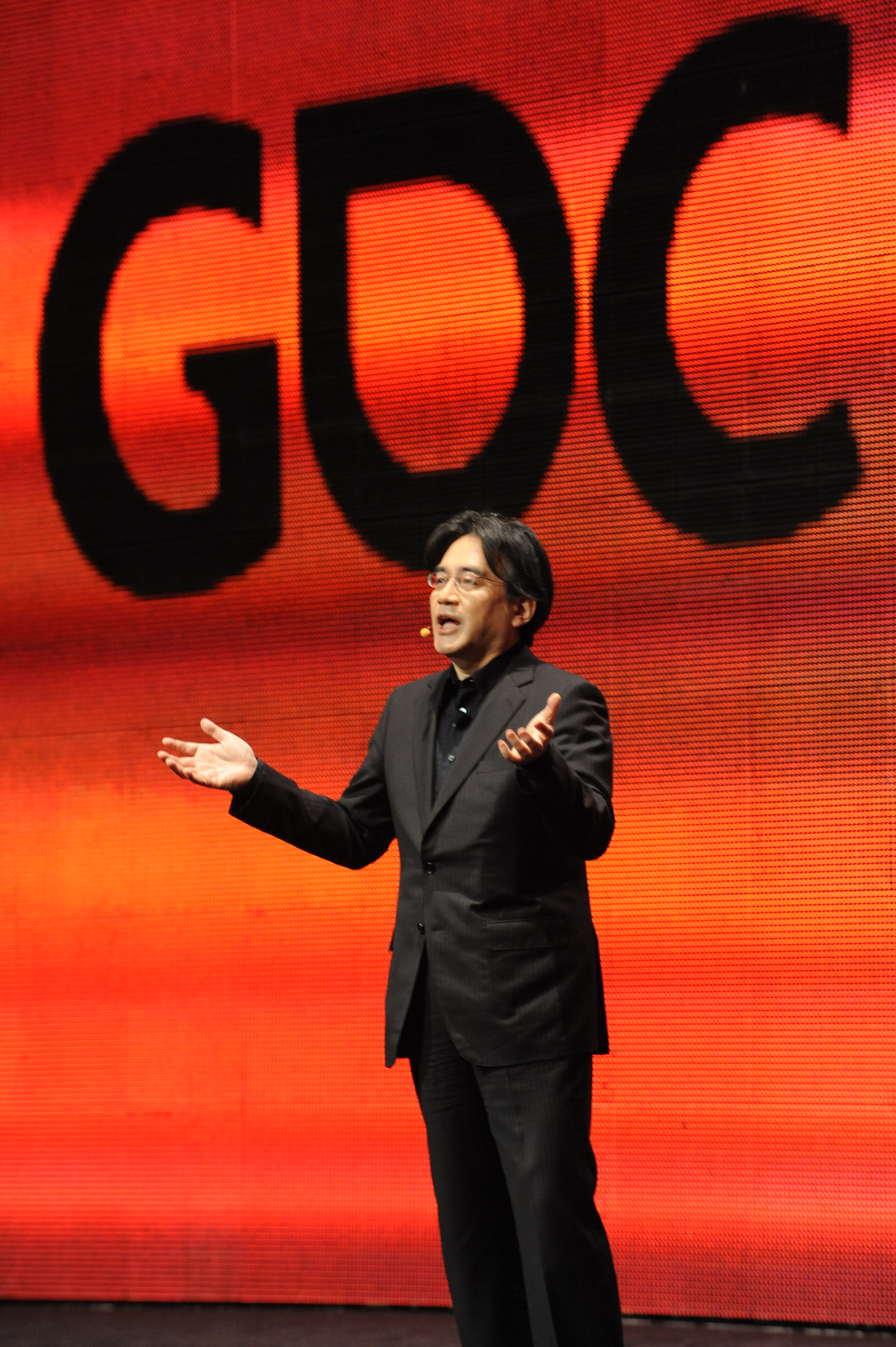
Satoru Iwata à la Game Developers Conference 2011.

Un développeur de jeux vidéo est une personne ou une entreprise qui crée des jeux vidéo en rassemblant plusieurs domaines de compétences comme le game design, la scénarisation, la programmation, l'infographie, la musique assistée par ordinateur, etc. Il peut travailler au sein d'une entreprise, d'un collectif ou être indépendant.

## Fonctionnement

### Langage de programmation
Le développement d'un jeu vidéo utilise plusieurs langages de programmations. Les premiers jeux étaient développés en langage assembleur, version humaine du langage machine, puis, permettant un développement plus rapide, vers des langages plus structuré lors de leurs apparitions. Le langage assembleur est cependant toujours utilisé pour les tâches nécessitant une très grande optimisation. Sur les premiers micro-ordinateurs, le BASIC était le langage le plus répandu, puis, il a été progressivement supplanté par le langage C, venant des systèmes Unix et permettant une approche plus bas niveau.
Enfin, il existe aujourd'hui de nombreux moteurs de jeux, qui s'occupent de ses couches bas niveau. Ceux-ci peuvent être des API utilisés dans des langages de programmation (C, C++, etc), ou langage de script (JavaScript, Lua, Python, Ruby, etc.).

### Portabilité des jeux
Depuis les années 1980, où les micro-ordinateurs étaient tous très différent et les consoles également, les développeurs de jeu ont tenté de rendre leur jeux multiplateformes, en les adaptant aux différentes capacités, tant au niveau puissance de calcul, qu'affichage ou son, de ces différents environnements.
La portabilité d'un jeu est toujours un enjeu important aujourd'hui, permettant de réduire les coûts de développement en visant un public plus large. Far Cry, destiné à la base aux PC, a été porté sur PS2 et Xbox, puis sur PS3, Xbox 360 et sur Wii.

### API
Au niveau de l'affichage graphique, sur ordinateur, ce sont principalement les API SDL pour la 2D et OpenGL, OpenGL ES, et plus récemment Vulkan qui sont utilisés comme bases de l'affichage en multiplateforme. Lorsqu'une application est développée uniquement pour Microsoft Windows les API DirectX pour la 2D, ou Direct3D pour la 3D qui sont utilisées. Chaque console de jeux vidéo à son propre environnement graphique et de développement. De la même façon, SDL s'occupe du son en multiplateforme, tandis que DirectSound ne fonctionne que sous Windows ; il en va de même pour les interfaces d'entrées (clavier, souris, manette de jeu).

#### Moteurs de jeu
Les moteurs de jeu sont de plus en plus utilisés, évitant de réinventer la roue et de réécrire indéfiniment du code commun à tous les jeux vidéo. Ils peuvent être sous forme d'API (CryEngine, LÖVE, Unity), ou bien d'outil graphique comportant des langages de programmation, comme dans le cas de Godot.

## Historique

### Années 1970
Les fabricants de consoles de jeux vidéo possèdent généralement des studios de développement en leur sein, mais sous-traitent également assez-fréquemment certaines taches.
Parmi les premiers studios de développement sur console et arcade, on peut citer Activision, Atari, Coleco, Namco ou Nintendo qui sont parmi les plus anciens, ou encore plus récemment, Konami, Sega, Square Enix, Sony Computer Entertainment, Microsoft.
Avant la création d'Activision en 1979, les jeux vidéo sur console étaient distribués exclusivement par les fabricants des consoles, comme c'était le cas pour Atari et l'Atari 2600. Cette façon de faire était particulièrement irritante pour les développeurs de jeux puisqu'ils ne recevaient aucune rétribution pour les jeux ayant eu un minimum de succès et n'étaient même pas mentionnés pour leur travail dans les modes d'emploi. À la suite de la mutation de certains jeux en succès ayant rapportés plusieurs millions de dollars, plusieurs programmeurs décidèrent qu'ils en avaient assez et quittèrent leur compagnie.
Les bornes d'arcade étaient de leur côté conçues à la fois au niveau matériel (notamment carte mère) et logiciel par le développeur du jeu.

### Années 2000
En 2008, Blizzard Entertainment (filière de développement de Vivendi Games) fusionne avec Activision pour former Activision Blizzard,. Cette fusion a pour conséquence de placer le nouveau studio, dès sa fondation, à la première place de l'industrie du jeu vidéo, devant Electronic Arts, leader depuis plusieurs années.